# Liste d'Easter eggs
 (juin 2016).
Pour un article plus général, voir Easter egg.

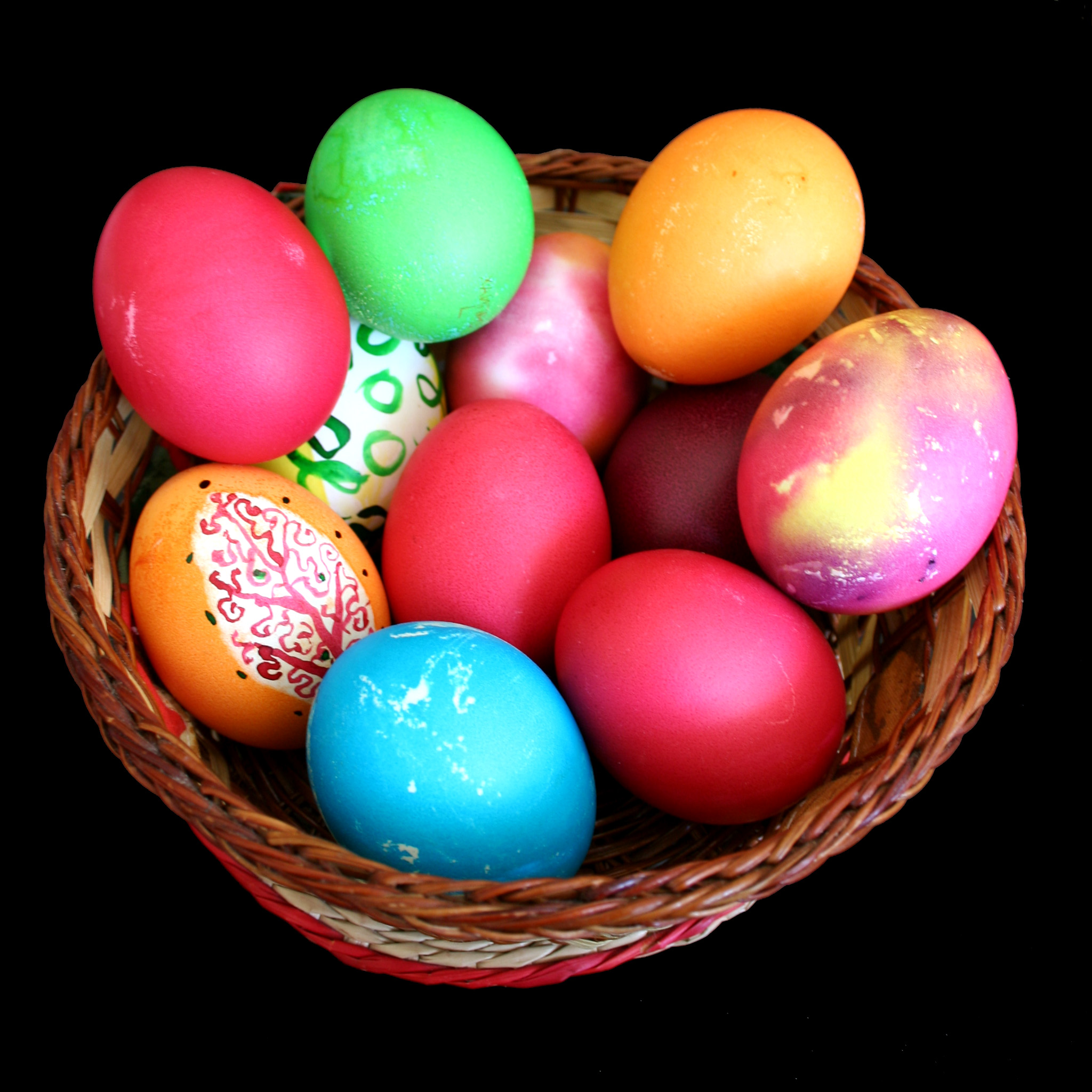
Des œufs de Pâques bulgares.

Cet article fournit une liste non exhaustive d'Easter eggs.
Un Easter egg (terme anglais pour « œuf de Pâques ») est, en informatique ou dans les jeux vidéo, une fonction cachée au sein d'un programme (animation, jeu, message, etc.) accessible grâce à un mot-clé ou à une combinaison de touches ou de clics.

## Environnements de travail
- Sous GNU/Linux/Mac OS X et probablement les BSD :
  - taper « tar » suivi d'un nom de dossier qui n'existe pas dans le dossier où il est exécuté dans un terminal nous donne une réponse assez comique.
  - Dans un terminal, la commande ddate permet de convertir les dates en dates discordiennes[2].
- Sous Arch Linux, ouvrir un terminal puis taper « cat /usr/share/libcaca/caca.txt » affiche un fichier assez enfantin qui n'a totalement pas sa place à cet endroit.
- Sous Debian/Ubuntu, via l'outil APT, taper « apt-get moo » affiche un dessin en art ASCII de gnu[3]. Fonction cachée d'Advanced Package Tool.

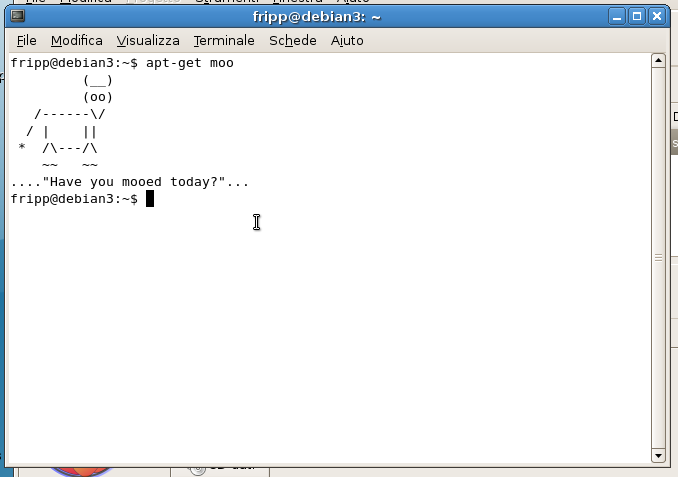
Fonction cachée d'Advanced Package Tool.

- Sous Debian/Ubuntu, taper « aptitude moo », puis « aptitude -v moo », puis « aptitude -vv moo », et ainsi de suite jusqu'à six « v » dans une console, affiche une succession de réponses pré-enregistrées niant la présence d'un easter egg, avant de finalement en afficher un faisant référence à un dessin d'Antoine de Saint-Exupéry illustrant son œuvre la plus connue : Le Petit Prince.
- Sous GNOME, exécuter (Alt + F2) « gegls from outer space » lance le jeu GEGL tueurs de l'espace intersidéral, un clone de Space invaders où le vaisseau du joueur est un poisson et les ennemis des chèvres à cinq pattes (Genetically Engineered Goat, Large).
- Sous GNOME, exécuter (Alt + F2) « free the fish » fait apparaître un poisson qui nage sur l'écran. Cliquez dessus et il se réfugie sur un côté, puis il ressort plus tard.
- Sous KDE (à partir de 4 ?), taper (Alt + F2), puis taper « life ». Il est alors indiqué « =42 » (référence au livre Le Guide du voyageur galactique).
- Sous Xfce 4.8 et ultérieur, clic droit sur un tableau de bord, puis « À propos, Crédits » et enfin sur l'adresse email de Tic-tac-toe, lance un jeu tic-tac-toe.
- Sous Fedora 13 et suivantes, la commande « man c » (en français) permet d'avoir le mode d'utilisation d'un distributeur générique de boissons (café, coca...). On peut y choisir la quantité de breuvage qui va du dé à coudre au seau, en passant par la « chope d'administrateur système ».
- Sous Unity, le fait de taper les commandes qui normalement provoquent l’apparition d’un Easter egg font s’afficher le message « il n’y a pas d’œuf de Pâques sous Unity », et si on réessaye, cela affiche « Il n'y a vraiment pas d'œuf de Pâques sous Unity ».

## Android
Sous certaines versions modifiées d'android certains de ces EasterEgg ne fonctionnent pas.
- Depuis la version 2.3 GingerBread, appuyer trois fois rapidement sur « Version d'Android » affiche un petit Easter egg.
- Sous Android 4.0.4, la même manipulation affiche Bugdroid pixelisé et déguisé en Ice Cream Sandwich sur le fond d'écran et en restant appuyé dessus, l'utilisateur fait apparaître plein de Bugdroids Ice Cream Sandwich qui défilent sur l'écran
- Sous Android 4.1.2, la même manipulation affiche un Jelly Bean rouge sur le fond d'écran ; en le touchant, s'ajoutent des yeux, un sourire et les antennes de Bugdroid qui s'enlève en secouant l'appareil ou en effectuant une rotation, puis en le frottant, il laisse place à plusieurs Jelly Bean flottants, de différentes couleurs, avec ou sans visage, que l'on peut attraper et déplacer jusqu'à envoyer hors cadre.
- Sous Android 4.2 et Android 4.3, la même manipulation affiche également un Jelly Bean rouge sur le fond d'écran. Appuyer longuement sur cet écran débloque un écran de veille interactif nommé BeanFlinger qui reprend les animations des Jelly Bean flottants.
- Sous Android 4.4, aller dans « Paramètres » > « À propos du téléphone » et cliquer plusieurs fois sur « Version d'Android », un « K » apparaît. Jouer avec le « K », il se met à tourner, puis en continuant, un logo rouge apparaît, avec marqué Android au centre. Puis en appuyant sur « Android », des icônes en mosaïque se lancent.
- Sous Android Lollipop et Android Marshmallow, aller dans « Paramètres » > « À propos du téléphone » et cliquer plusieurs fois sur « Version d'Android ». Un clone de Flappy Bird entièrement jouable se lance.
- Sous Android Nougat, aller dans « Paramètres » > « À propos du téléphone » et appuyer plusieurs fois (appui normal et appui long) sur « Version d'Android » jusqu'à ce qu'un icône représentant un chat apparaisse. Ensuite, appuyez sur le crayon dans les réglages rapides, puis ajouter Empty Dish. Vous avez la possibilité de choisir avec quelle nourriture attirer les chats (qui apparaîtront sous forme d'une notification) afin de les capturer, et les collectionner.
- Sous Android Oreo, appuyer plusieurs fois de suite sur le bouton " Version d'Android" fait apparaître le logo de la version (dans les dernières mises à jour, un biscuit Oreo) : plusieurs autres appuis à la suite et un appui long sur celui ci, et apparaît sur un écran bleu une pieuvre noire à la tête de Bugdroid, que l'on peut déplacer avec son doigt.
- Sous Android Pie, dans l'application Téléphone, taper le code suivant, sans appuyer sur «Décrocher» : *#*#719#*#*. Valeurs des touches numériques donnant PAW. Une bulle affichant deux émojis chien et chat. Et, lors des appels arrivant, une pâte de chat ou de chien s'affichera, montrant comment décrocher[4], [5].

## Internet

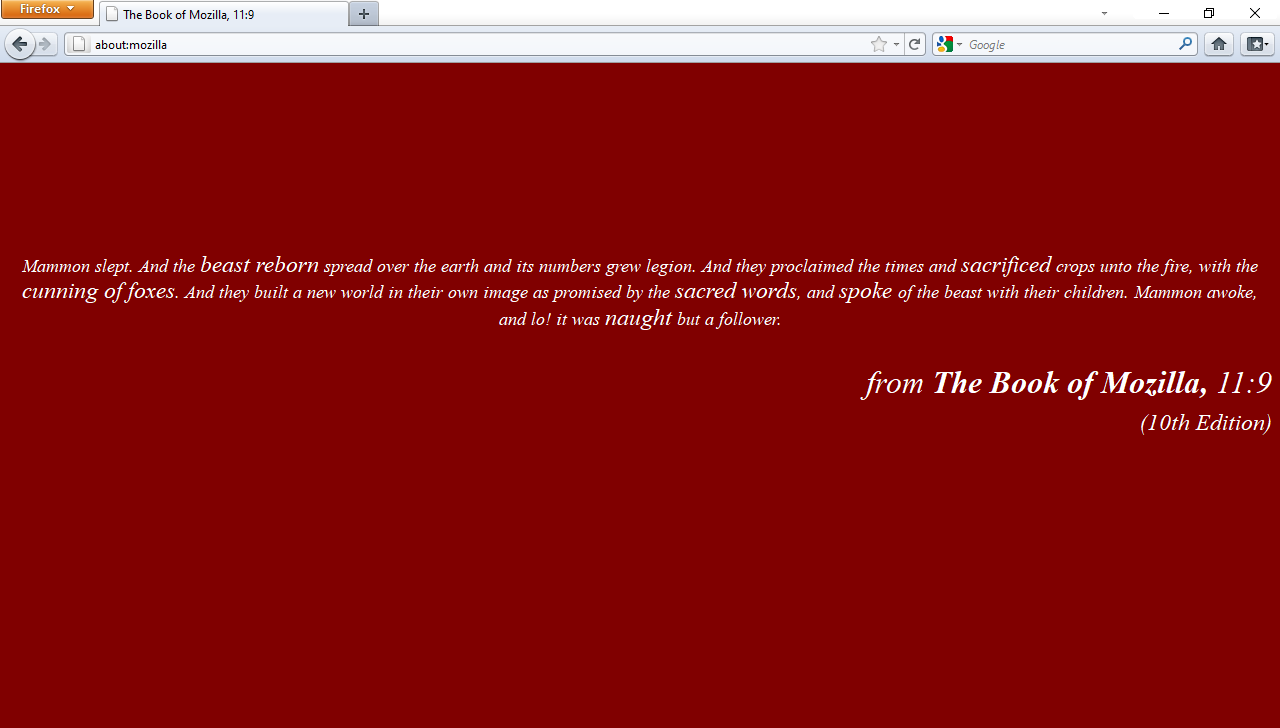
Copie d'écran du Livre Mozilla, 11:9 dans Firefox 4.0.1.

- Pour les utilisateurs de Mozilla Firefox :
  - taper l'adresse « about:robots » fait apparaître un petit robot délivrant un message[6]. Si on appuie sur le bouton « Réessayer », celui-ci se transforme en « Veuillez ne pas réappuyer sur ce bouton », que l'on peut considérer comme un clin d'œil au message « NE PAS RAPPUYER SUR CE BOUTON SVP » s'affichant sur un panneau après qu'Arthur a appuyé sur un gros bouton rouge dans le Cœur-en-Or dans le roman de Douglas Adams, Le Guide du voyageur galactique. L'onglet affiche : « Gort! Klaatu barada nikto! » (Google Translate donne la traduction suivante en kannada ಗೋರ್ಟ್! ಕ್ಲಾತು ಬರದ ನಿಕ್ತೋ! : La porte ! Nicko !) ;
  - taper « about:mozilla » pour voir une citation de type biblique faisant référence à l'histoire de Mozilla et Firefox, le Livre de Mozilla ;
  - à partir de la version 29.0, une licorne apparait dans le menu personnalisable si celui-ci est complètement vide. Au survol de celle-ci avec le curseur de la souris, elle se colore. Si on clique dessus, elle pivote brièvement sur son axe vertical. Le menu étant radicalement transformé dans Firefox Quantum, il n'est plus possible de faire apparaitre la licorne depuis cette version 57 ;
  - par la suite[Depuis quand ?], la licorne est réutilisée pour un nouvel easter egg sous forme de jeu, inspiré de Pong : elle apparaît sur le bouton qui déclenche le jeu puis, remplace la balle en jeu et celles en réserve. Le bouton caché se révèle lorsque tous les outils du menu Personnaliser…, hormis l'Espace flexible, ont été déplacés vers la barre d'outils ou le menu qui la prolonge[7].
  - Sur Android, dès que 100 onglets sont ouverts, le nombre d'onglets est remplacé par le symbole de l'infini.∞
- Pour les utilisateurs de Google Chrome :
  - lors de l'ouverture d'une fenêtre de navigation privée, un message apparaît en tant que page d'accueil de chaque onglet, où l'utilisateur est invité entre autres à faire attention aux agents secrets qui vous surveillent et aux personnes qui se tiennent debout derrière vous ;
  - lors d'un échec de connexion si vous appuyez sur « espace » le dinosaure va se mettre à courir, à vous d'appuyer à nouveau sur « espace » pour qu'il saute au-dessus des cactus et des oiseaux, ou de presser la flèche directionnelle « bas » afin qu'il baisse la tête pour passer sous certains de ces derniers sans les toucher.
  - lorsqu'il y a une mémoire RAM insuffisante, le message « Il est mort, Jim ! » peut apparaître, l'utilisateur peut provoquer ce message en mettant fin à l’opération via le gestionnaire de tâches du logiciel[8].
  - Sur Android, dès que 100 onglets sont ouverts, le nombre d'onglet est remplacé par :D, et en navigation privée, est remplacé par ;).
  - Sur Android, dans la liste des onglets ouverts, si vous faites glisser votre doigt de bas en haut cinq fois d'affilée, l'onglet effectue une rotation.
- Pour les utilisateurs de Brave :
  - Sur Android, dès que 100 onglets sont ouverts, le nombre d'onglets est remplacé par :D
- Certains sites ont un Easter Egg qui se déclenche lorsqu'on tape le Code Konami[9] :
- Sur les sites web de Google :
  - sur YouTube
    - pour la période des fêtes de fin d'année, sur certaines vidéos, le curseur est sous forme de flocon de neige et un bouton lui aussi en forme de flocon, situé en bas à droite dans la barre de menu, permet de faire tomber de la neige à l'intérieur du cadre vidéo. Balader son curseur de souris permet de faire voler les flocons de neige dans tous les sens ;
    - si l'utilisateur tape « do the harlem shake » dans la barre de recherche, la page de résultats danse le Harlem shake, en référence au mème homonyme [10];
    - si l'utilisateur tape « use the force luke » dans la barre de recherche, quand les résultats seront apparus, bouger le curseur de la souris permet de faire bouger les résultats de recherches, en référence à la Force, à Luke Skywalker et notamment à la réplique culte d'Obi-Wan Kenobi tirés de l’œuvre de George Lucas : Star Wars [10];
    - dans la barre de recherche, si l'utilisateur y entre « beam me up scotty », les vidéos apparaîtront différemment, en référence à la réplique culte que donne le capitaine Kirk à son ingénieur en chef Montgomery Scott dans la série de Gene Roddenberry : Star Trek[10].
    - Lorsque l'utilisateur entre le mot « awesome » en visionnant une vidéo, la barre de lecture et les icônes de la vidéo Haute Définition (HD) changent de couleur. Pour annuler, il faut entrer le mot de nouveau[10].

  - sur Google Maps :
    - en appuyant sur « Itinéraire » et en écrivant USA comme origine et Japon comme destination, au #51 on peut lire « Traversée à la voile de l'océan Pacifique » ;
    - en appuyant sur « Itinéraire » et en écrivant Japon comme origine et Chine comme destination, au #44 on peut lire « Traversée en jet-ski de l'océan Pacifique » [11];
    - en survolant la Zone 51 (37° 14′ 35″ N, 115° 48′ 47″ O), en déplaçant l'icône du Street View au-dessus de celle-ci, l'icône n'est pas un bonhomme, mais un vaisseau extraterrestre. Toutefois, le Street View est impossible dans cette région.
    - en ouvrant StreetView à l'adresse Earl's Court Rd London, Greater London SW5 9RB United Kingdom et en avançant dans la cabine téléphonique bleue, l'utilisateur entre dans le vaisseau spatial TARDIS, du Doctor Who[12].
    - Lorsque l'utilisateur visionne les images Street View plus anciennes, le bonhomme Street View change en Docteur Brown, une référence au film Retour vers le futur, une trilogie cinématographique qui met en vedette le voyage spatio-temporel.
    - En tapant comme itinéraire Origine : "Mont Snowdon, Caernarfon LL55 4UL, Royaume-Uni" et Destination : "Brecon Beacons, Brecon LD3 8NL, Royaume-Uni", le 1er trajet proposé est à dos de dragon.

  - sur le moteur de recherche Google :
    - si l'utilisateur tape « thanos » et qu'il clique sur le gant doré qui apparaît des recherches vont se désintégrer[13] ;
    - si l'utilisateur tape « friends » et le nom d'un des personnages, il y aura une petite animation propre a chaque personnage[14],[15],[16],[17],[18],[19],[20] ;
    - si l'utilisateur tape « atari breakout » dans Google image, une démo jouable du jeu apparaît [21];
    - si l'utilisateur tape « answer to life the universe and everything », la fonction calculatrice de Google retrouve « 42 », en référence au livre Le Guide du voyageur galactique [21];
    - si l'utilisateur tape « anagramme », la fonction correcteur de recherche propose : « Essayez avec cette orthographe : gare maman. » En effet, « gare maman » est une anagramme du mot « anagramme »[22] ;
    - si l'utilisateur tape « do a barrel roll » (« fais un tonneau »), la page s'anime en faisant un 360°, en hommage à Nintendo et surtout à la licence Star Fox[23] ;
    - en tapant « tilt » ou « askew » sur le moteur de recherche, la page va trembler et être un peu déformée ;
    - en tapant « zerg rush », la page se fait détruire par des « O » (des « Zergs », ou « Zerglings »), par référence à Starcraft et, une fois la page détruite complètement, les « O » se rassemblent de façon à former l'abréviation GG (good game). Un compteur de points apparaît, où l'abréviation « APM » désigne les « Action Per Minute » (actions par minute) et celle « Count » le nombre de Zergs tués (« O ») [21];
    - en tapant « Conway's game of life » un jeu de la vie interactif en arrière-plan apparaît [21];
    - en tapant « webdriver torso », le logo de google va se transformer en une succession de rectangles jaunes, rouges et bleus en référence aux vidéos de l'utilisateur du même nom qui sont en fait des tests initiés par Google.
    - pour la période des fêtes de fin d'année, taper « let it snow » entraîne la chute de flocons de neige et givre la page de recherche. Le bouton recherche se transforme en « defrost » et balader le curseur en cliquant permet de « gratter » le givre ;
    - si vous tapez le mot « recursion », la fonction correcteur orthographique vous dira : « Essayez avec l'orthographe : recursion ».
    - Sur Android, en utilisant la recherche vocale, dites Lumos Maxima, et le flash de votre appareil s'allumera. Pour éteindre, dites Nox.

  - sur la page du « Google Zeitgeist » de 2012 :
    - glisser la souris sur la bande de quatre couleurs en bas à droite de la page fait apparaître le logo de l'OS Android déguisé en Psy, le chanteur coréen auteur de Gangnam Style.
- Sur Wikipédia en français, lorsque l'on clique sur le hérisson de l'illustration de l'article Easter egg, une image d’œufs de pâques apparait[24].
- Sur Allociné, lorsqu'on s'inscrit et qu'on tape une date de naissance future, le site affiche « de retour du futur Mc Fly ? » en référence au film Retour vers le futur.
- Dans Facebook Messenger (version web et mobile), il est possible de jouer à un jeu d'échecs en inscrivant @fbchess play lors d'une discussion avec un contact[25]. Pour savoir comment y jouer, une aide est disponible en saisissant @fbchess help.
- Sur Kickstarter, après avoir cliqué 3 fois sur la paire de ciseaux en bas de page, il vous est proposé de vous inscrire pour recevoir par e-mail des informations sur l'art et la culture de l'univers Kickstarter et d'ailleurs.
- Sur Amazon, en bas de page du code source HTML, est représenté un canard à côté duquel est écrit MEOW.

## Logiciels
- Dans µTorrent, il y a un Tetris, sélectionner l'aide « ? » puis « À propos de µTorrent » et enfin presser T pour voir un Tetris apparaître (le jeu s'appelle µTris) [26].
- Dans QuarkXPress Mac OS X, il y a un martien et son rayon laser : pomme+alt+shift-effacer.
- Dans Microsoft Excel 95, il y a un mini niveau à la Doom[27].
- Dans Microsoft Word 97, une combinaison de touches permet de faire apparaître un petit jeu de flipper[Laquelle ?][28].
- Dans Microsoft Word 2016, si l'on tape "=rand(1,1)", on obtient une phrase entière.
- Dans Microsoft Excel 2000, une manipulation permet d'accéder à un jeu de voitures[Laquelle ?].
- Dans OpenOffice.org Calc de la version OpenOffice 2.0 : quand on saisit dans une cellule du tableur ou dans la barre de formule =ANTWORT("Das Leben, das Universum und der ganze Rest"), ce qui pourrait s'apparenter à une fonction "=réponse" en allemand suivie d'une insertion de texte « La vie, l’univers et tout le reste », le nombre 42 s'affiche en référence à la réponse du super-ordinateur Pensées Profondes du roman Le Guide du voyageur galactique de Douglas Adams à la question ultime sur le sens de la vie.
- Dans OpenOffice.org 2 Calc, ou version 3, ainsi que NeoOffice :
  - taper =GAME("StarWars") dans n'importe quelle cellule lance le jeu StarWars Galaxy. Saisir une seconde fois =GAME("StarWars") affiche dans la cellule « oh no, not again! » ;
  - taper =GAME(A1:C3;"TicTacToe") dans n'importe quelle cellule sauf celle appartenant aux cases A1:C3 pour pouvoir jouer à un morpion, taper =STARCALCTEAM() permet d'afficher une photo de l'équipe OOo Calc et leurs noms dans la case où le code a été tapé. S'il est tapé encore une fois, "42" s'affiche dans la case où il a été saisi ;
  - taper =TTT(x) en remplaçant x par n'importe quel nombre fait apparaître un smiley dans la case où la formule a été tapée.
- Dans Photoshop, il y a un splash screen que l'on peut débloquer. Tout en appuyant sur ALT et CTRL, il faut aller dans le menu « aide » et à « propos de Photoshop ». L'écran d'attente change et dévoile une petite création où la mascotte du chat électrique apparait avec le nom de la version de Photoshop. Il en existe aussi un autre : un petit merlin. Pour cela, tout en appuyant sur ALT, aller dans les options de la fenêtre calque et cliquer sur option du panneau. Une petite fenêtre avec Merlin apparaîtra. Dans Photoshop CC 2015.5 : En suivant la manipulation, une Geisha bleu avec le mot Haïku apparait.
- Dans Matlab, taper why (nombre) dans l'invite de commande fait apparaître une réponse. On peut taper juste why, qui donne une des réponses enregistrées au hasard.
- Dans Emacs, lancer le logiciel avec la commande emacs -batch -l dunnet et un jeu d'aventure en mode texte s’exécutera[29].
- Dans OnyX, utilitaire pour OS X, cliquer juste en dessous de l'icône de l'application (située à gauche dans la barre d'outils) affiche une image de la moto du développeur (avec le son).
- Le logiciel du tableau de bord de la Tesla Model S se prend pour une voiture de James Bond et donne des informations sur le véhicule lorsque l'on reste appuyé sur le logo Tesla, puis après avoir entré 007 dans la fenêtre qui est apparue.
- Dans Google Play Jeux, en faisant le code Konami (haut haut bas bas gauche droite gauche droite), une petite fenêtre apparaît, avec trois icônes, un A, un B et une icône de lecture. Si l'utilisateur sélectionne le B, puis le A suivi de l'icône de lecture, une réussite cachée est obtenue, "All your game are belong to us". Toutefois, cette réussite ne donne pas d'XP à l'utilisateur.
- Dans Facebook Messenger, un mini-jeu de basket-ball a été inclus à l'occasion du championnat NCAA de basket-ball[30] ainsi qu'un autre de jonglage avec un ballon de football à l'occasion du Championnat d'Europe UEFA de football masculin 2016[31]. Pour y jouer, il suffit d'envoyer l'emoji du ballon de basket ou de foot à un contact, puis d'appuyer sur le ballon dans la liste de discussion.
- Le logiciel SIG libre d'accès QGIS permet l'activation d'effets visuels et de jeux en tapant des codes particuliers, tel "world", dans le champ d'entrée destiné normalement aux coordonnées géographiques.

## Jeux vidéo
- Dans le jeu Men of War, dans la mission 2 soviétique, dès que l'utilisateur pénètre dans une maison au nord-ouest, des Allemands jouent de la musique.
- Dans le jeu Left 4 Dead 2, lors d'une mission, si l'utilisateur emporte un nain de jardin trouvé au début de la mission jusqu'à la fin de la mission et qu'il le place dans un espace qui s'ouvre dans le mur, une porte s'ouvre et il accède à une petite mission du jeu Portal.
- Les niveaux cachés ou les déblocages de clés sont parfois appelés Easter egg, ainsi, la série Mario, ou plus récemment Angry Birds, comportent des manipulations qui débloquent des niveaux ou en font apparaître des cachés.
- Dans Grand Theft Auto: San Andreas sur le pont reliant San Fierro à Las Venturas, sur le deuxième pilier en partant de San Fierro, allez tout en haut de ce pilier et il y aura un panneau rouge où il y aura écrit en blanc : There are no Easter Eggs up here. Go away (« Il n'y a pas d’œuf de Pâques ici, allez-vous-en »).
- Dans Grand Theft Auto III, il existe, au centre-ville, une construction dans laquelle on ne peut entrer que par le toit. Or, le seul moyen d'y accéder est d'utiliser un cheatcode débloquant un jetpack permettant de voler. Lorsqu'on y parvient enfin, on peut lire l'inscription : « Tu ne peux pas être entré ici sans tricher, car c'est impossible ».
- Dans Grand Theft Auto IV, si on accède à la statue de l'hilarité par hélicoptère, on peut rentrer dedans et monter une échelle qui mène à un cœur géant. On peut tirer dessus au lance-roquettes, ce qui permet de tuer un pigeon caché.
- Dans Grand Theft Auto V, si l'on tape le numéro "19993673767" sur notre téléphone et que l'on appelle, une explosion retenti dans le ciel et tous les portables du jeu deviennent noirs.
- Le jeu Saints Row 2 est truffé d'Easter eggs, comme un lapin géant sortant de l'eau ou une arme de corps a corps quelque peu spéciale
- Dans la saga vidéo-ludique Halo créée par Bungie Software, tous les jeux en sont remplis. Les plus remarquables sont : le logo d’une ancienne série de jeu de Bungie, Marathon, qui revient souvent sur des objets, le logo est plus évident parce qu'il est visible dans le logo de Halo ; un autre EE est une musique, peut-être entendue à des endroits incongrus (ex. : dans des endroits en hauteur de carte accessibles qu'en véhicule volant, sur le rebord à côté d'un fossé...), la chanson est nommée le Siège de Madrigal, ancienne composition de Martin O'Donnell pour une autre série de jeux vidéo de Bungie : Myth.
- Dans Crysis 2, juste avant de retrouver Gould pour la seconde fois, il faut activer un interrupteur en face de la porte blindée, et aller à l'ascenseur à côté de celui que l'on a pris pour venir : l'intérieur de l'ascenseur est transformé en discothèque et deux soldats y dansent[32].
- Dans Jetez-vous à l'Eau de Disney Interactive Studios :
  - si on a réussi à avoir tous les canards, taper respectivement deux fois sur le canard héros, trois fois sur le canard agent secret et une fois sur le canard scientifique ouvre un niveau bonus nommé "Surprise party !", où après avoir allumé les interrupteurs, 21 canards s'affichent (on ne peut en prendre que 3) ;
  - faire le Code Konami (en appuyant deux fois sur le canard polaire, deux fois sur le canard scientifique, une fois sur le canard normal, une fois sur le canard militaire, une fois encore sur le canard normal, une fois encore sur le canard militaire, une fois sur le canard héros et une fois sur le canard agent) ouvre un niveau bonus nommé "Code triche" ;
  - sur la page des Succès de Swampy, en défilant vers le haut, une planète apparaît : elle ouvre un niveau nommé "Planétarium" ;
  - sur la page Défis de Cranky, en défilant vers le haut, l'utilisateur voit un crâne de mort : il ouvre un niveau nommé "Minage au laser" ;
  - dans Jelly Car 3, un autre jeu Disney, une voiture apparaît dans la page des Crédits et ouvre un niveau bonus nommé "Appréciation Jelly Car 3".
- Dans Rayman 3: Hoodlum Havoc, dans le niveau du Quartier Général Hoodlums, il existe une salle dans laquelle se trouvent des statues des robots-pirates du précédent opus.
- Dans Half-Life: Opposing Force :
  - dans le chapitre 6, Nous ne sommes pas seuls, Adrian Shephard peut voir Gordon Freeman se téléporter vers Xen, si le joueur tente aussi de se téléporter, il se retrouvera sur Xen juste derrière Gordon, tombera dans le vide, puis un écran noir avec un texte apparaîtra : "Le sujet a tenté de créer un paradoxe temporel" ;
  - toujours dans le même chapitre, juste avant la porte dans la salle où Gordon Freeman s'apprête à se téléporter, il y a un conduit d'aération, si on tire suffisamment dessus, un petit extra-terrestre appelé Chumtoad tombera du plafond.
- Dans Half-Life: Blue Shift :
  - au début du jeu, il y a une boîte en carton dans le casier de Barney Calhoun, si on le détruit, il dévoile un Chumtoad. En en trouve également trois dans le chapitre Point focal, où les Chumtoads sont cachés dans une caverne sous-marine ;
  - il y a un conduit d'aération au fond duquel se trouve une photo.
- Dans le mode zombies des jeux Call of Duty: World at War, Call of Duty: Black Ops et Call of Duty: Black Ops 2, il est possible d'activer une musique en activant trois Teddy bear dans la map.
- Dans le jeu Mega Man 2, appuyer sur tous les boutons après la sélection d'un niveau remplace toutes les étoiles de l'écran de chargement par des oiseaux
- Dans Batman: Arkham City, de multiples Easter Egg sont présents, allant du dialogue caché au code permettant de grossir la tête des personnages.
- Dans Tomb Raider 2, deux tyrannosaures peuvent être combattus dans un des niveaux.
- Dans Contra ou Probotector, faire le Code Konami avant l'apparition du titre donne 30 vies.
- Dans Rocket League, le Code Konami (ou un dérivé selon la plate-forme) rend hommage à Supersonic Acrobatic Rocket-Powered Battle-Cars, le jeu d'origine[33].
- Dans Portal 2, de nombreux easter eggs y sont inclus
  - Les salles cachées de Rattmann et leurs graffitis
  - Jouer à l'envers "Is anyone there" dit "Get me out of here"
- Dans Spore faire tourner rapidement la galaxie à l'écran principal fait apparaître l'équipe de production.
  - Maintenir Ctrl+Shift en faisant tourner la galaxie fait apparaître encore plus de photographies de l'équipe.
  - Toujours sur le même écran appuyer sur Ctrl+Shift+C fait apparaître une boîte de commandes.
  - Également lors de votre voyage vous serez emmené au centre de la galaxie. Vous rencontrerez Steve qui vous dira de le revoir au "Troisième rocher après Sol" une référence à la Terre qui se trouve quelque part dans cette galaxie.
- Dans le jeu vidéo Minecraft : Java Edition[34] :
  - Si vous nommez un mouton avec une étiquette nominative en l'appelant "Jeb_"(un des développeurs du jeu), le mouton deviendra multicolore.
  - Si vous appelez une créature "Dinnerbone" ou "Grumm" (qui sont eux aussi des développeurs) par la même manière, celle-ci sera à l'envers.
  - Si vous renommez un lapin "Toast", il changera de texture, en hommage au lapin d'un joueur.
  - Sur l'écran d'accueil, il y une chance sur 10 000 que le titre du jeu soit remplacé par "Minceraft".
  - Parfois, à la fin d'un rapport de plantage, il est écrit "You should try our sister game, Minceraft!" (Vous devriez essayer notre autre jeu, Minceraft!)
  - Le joueur "deadmau5" se voit attribuer des oreilles.
  - Si on exécute la commande "/help" dans un bloc de commande, cela affichera des phrases aléatoires commençant par "Searge says" ("Searge dit", Searge étant un des développeurs du jeu), en référence au jeu "Jacques a dit".
  - Beaucoup de références sont aussi cachées dans des fichiers de textures, dans le nom des "succès" ou même dans les messages d'erreur.
- Dans Lego Le Seigneur des anneaux, dans le niveau des mines de la Moria, une salle secrète est déblocable en faisant exploser des rochers en mithril (ce qui nécessite de revenir en mode jeu libre avec un personnage ou un objet ayant cette capacité). Cette salle contient un orgue constitué d'ossements, avec lequel il faut jouer correctement 3 fois pour abaisser progressivement un pont-levis donnant accès à un minikit à collectionner. Il s'agit d'une référence à une scène du film les Goonies dans lequel l'acteur de Sam Gamegie a joué enfant.

## Appareil
- Dans l'iPod originel, le jeu Breakout était dissimulé au niveau de l'écran « À propos » : il suffisait de maintenir le bouton central quelques secondes pour y accéder. Ce jeu d'arcade fut créé par Steve Jobs et Steve Wozniak lorsqu'ils travaillaient à Atari Inc..
- Sur les oscilloscopes HP 54600 B, la combinaison des touches trace puis print-utility avant d'appuyer en même temps sur les deuxième et troisième boutons sous l'écran en partant de la droite lance le jeu Tetris.